# Шневердинген
Шневердинген (њем. Schneverdingen) град је у њемачкој савезној држави Доња Саксонија. Једно је од 23 општинска средишта округа Золтау-Фалингбостел. Према процјени из 2010. у граду је живјело 18.997 становника. Посједује регионалну шифру (AGS) 3358019.

## Географски и демографски подаци
Шневердинген се налази у савезној држави Доња Саксонија у округу Золтау-Фалингбостел. Град се налази на надморској висини од 97 метара. Површина општине износи 234,6 km². У самом граду је, према процјени из 2010. године, живјело 18.997 становника. Просјечна густина становништва износи 81 становника/km².

## Међународна сарадња
| Мјесто   | Држава | Врста сарадње | Од    |
| -------- | ------ | ------------- | ----- |
| Барлинек | Пољска | партнерство   | 1993. |
| Извор    |        |               |       |